# Mezei Margit
Mezei Margit, Mezei Paula Margit (Budapest, 1889. július 12. – 1922. után) színésznő.

## Életútja
Apja, Mezei (Rosenfeld) László MÁV-főellenőr volt, anyja Dietrichstein Fanni (1855–1921). Ilonka nővérével együtt gondos nevelésben részesült és iskoláinak elvégzése után – miután színpadra termettségét korán felismerték – 14 éves korában Rákosi Szidi színiiskolájának növendéke lett. Sikeres vizsgái után azonnal dr. Farkas Ferenc szabadkai színtársulatához szerződött mint énekes naiva, ahol a Szép Ilonka című daljáték címszerepében debütált, nagy sikerrel. Rohamosan felfelé ívelő pályáján már 18 éves korában Komjáthy János kassai színtársulatának szubrett primadonnája volt. Tartósabb szerződései Pozsony (Polgár Károly), Kolozsvár (dr. Janovics Jenő), Debrecen (Mezei Béla) és Székesfehérvár (Fodor Oszkár) színházaiban voltak. Sikerrel játszott szerepei: Glavari Hanna (Víg özvegy), Franci (Varázskeringő), Anna (Tavasz), Mogyorósi (Tatárjárás), Lotty (Lotty ezredesei) és a Farsang tündére primadonna szerepe. Gyönyörűen indult pályáján sikereinek zenitjén vonult vissza a színpadtól és 1922. szeptember 3-án Budapesten, az Erzsébetvárosban férjhez ment a nála kilenc évvel idősebb Ulman Hugó székesfehérvári gabonanagykereskedőhöz. A férj esküvői tanúja Márkus Alfréd volt, Margit testvérének, Mezei Ilonának a férje.